# تاریخچه زبان اشاره
تاریخ ثبت شده زبان اشاره در جوامع غربی از قرن ۱۶ به عنوان یک زبان بصری یا روش‌های ارتباطی گسترش یافته‌است. زبان اشاره از یک سیستم حرکتی مرسوم، تقلید و اشارات دست و املای انگشتان بعلاوه استفاده از حرکات دست برای بیان حروف الفبا تشکیل شده‌است. نشانه‌ها معمولاً نه تنها نماینده واژه‌های فردی بلکه ایده‌های کامل است.
اکثر زبان‌های نشانه، زبان‌های طبیعی هستند، با تفاوت در ساخت آنها از زبان شنیداری مورد استفاده در مجاورتشان و عمدتاً توسط افراد کر و لال به منظور برقراری ارتباط به کار گرفته می‌شوند.

## گسترش زبان اشاره
زبان اشاره از زمانی که افراد ناشنوا در اطراف جهان بوده‌اند تا به حال وجود داشته‌است. به طور جهانی، در هر جایی که ناشنوا یافت می‌شود کتابچه راهنمای فرم انتقال ارتباط را می‌توان یافت.
نوشتن تاریخچه زبان اشاره از آغاز قرن ۱۷ در اسپانیا شروع شد. در سال ۱۶۲۰، جوان پابلو بونت کتاب کاهش حروف و هنر را برای آموزش افراد لال به صحبت را در مادرید منتشر کرد. این اولین قرارداد جدید آوایی و گفتار درمانی بود که در تنظیم روش آموزشش شفاهی برای افراد ناشنوا یا بین آنها در نظر گرفته شده بود.
بواسطهٔ زبان نشانهٔ بونت، چارلز میشل در قرن ۱۸ الفبای خود را منتشر کرد که به طور اساسی تا زمان حاضر بدون تغییر مانده‌است.
زبان علائم استاندارد شده از قرن ۱۷ در اسپانیا و ایتالیا و از قرن ۱۸ در فرانسه برای آموزش ناشنوایان استفاده می‌شود. زبان اشاره قدیمی فرانسوی توسعه یافته بود و در پاریس چارلز میشل در مدرسه اش برای افراد ناشنوا استفاده می‌کرد. این زبان‌ها همیشه بعد از زبان اشاره طبیعی در حال حاضر توسط فرهنگ ناشنوایان در مناطق اصلی شان مورد استفاده بوده و اغلب با ترکیب مواردی برای نشان دادن زبان گرامر زبان‌های محلی صحبت شان مدل سازی شده بود.
در سال ۱۷۵۵ چارلز میشل اولین مدرسه دولتی برای کودکان ناشنوا در پاریس را تأسیس کرد. درس‌های او بر اساس مشاهدات خود از علائم مردم ناشنوا و دست هایشان در خیابان‌های پاریس بود. ترکیب ان با گرامر فرانسوی راهی به زبان اشاره فرانسه باز کرد.
لوران کلرک فارغ‌التحصیل و مدرس سابق مدرسه فرانسوی با توماس هاپکینز برای تأسیس یک مدرسه آمریکایی برای ناشنوایان به ایالات متحده رفت.
در قرن ۱۸ مدرسه دائمی برای ناشنوایان در هارتفورد، و تعدادی دیگر هم به دنبال آن تأسیس شد. در سال ۱۸۱۷ کلرک و هاپکینز پناهگاهی آمریکایی برای اشخاص ناشنوا و گنگ (در حال حاضر مدرسه آمریکایی برای ناشنوایان) را تأسیس کردند. در سال ۱۸۶۴ دانشکده‌ای برای افراد ناشنوا در واشینگتن تأسیس شد و آن عمل توسط آبراهام لینکن به امضا رسید و «مدرسه ملی ناشنوایان بی صدا» نامیده شد که بعداً در سال ۱۸۹۴ به نام مدرسه Gallaudet و سپس در سال ۱۹۸۶ به دانشکدهٔ Gallaudet تغییر نام داد.

## نگارخانه

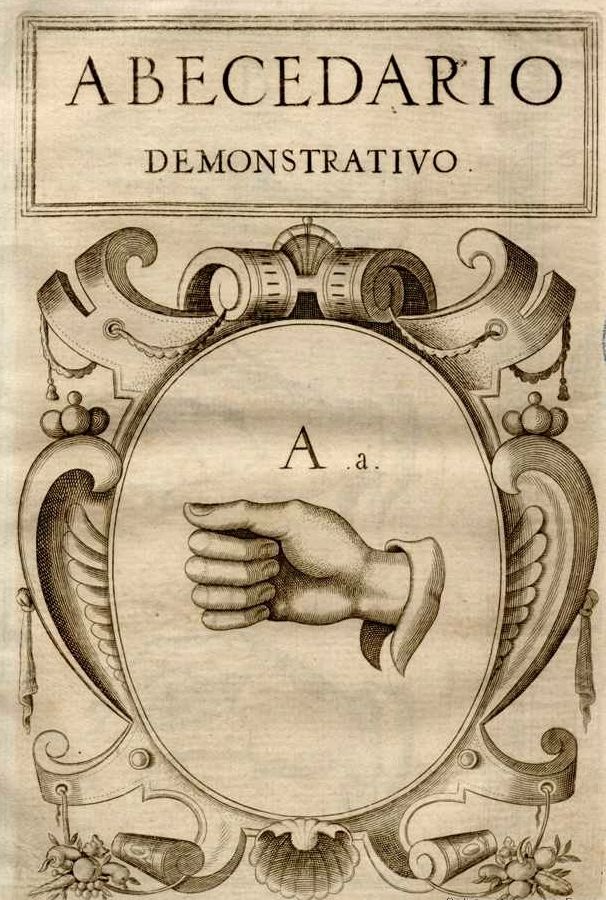
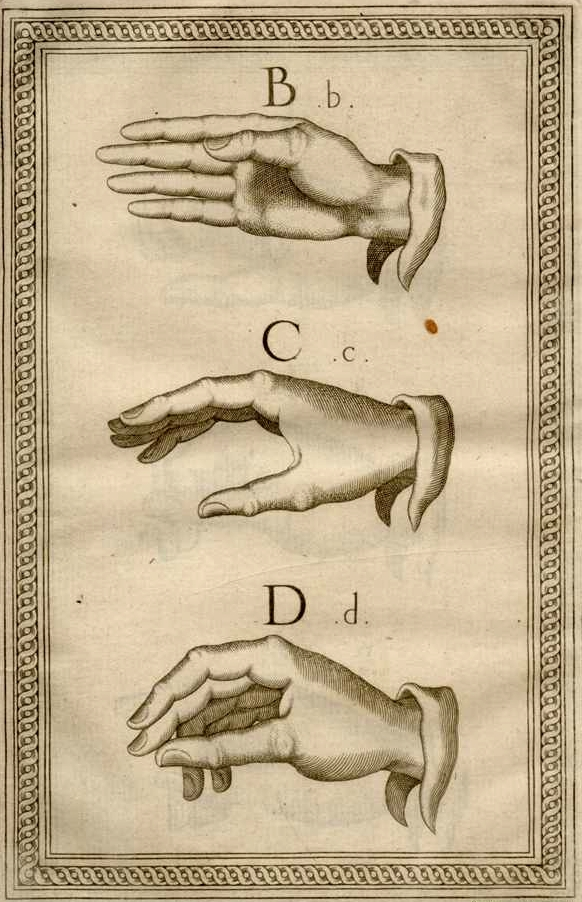
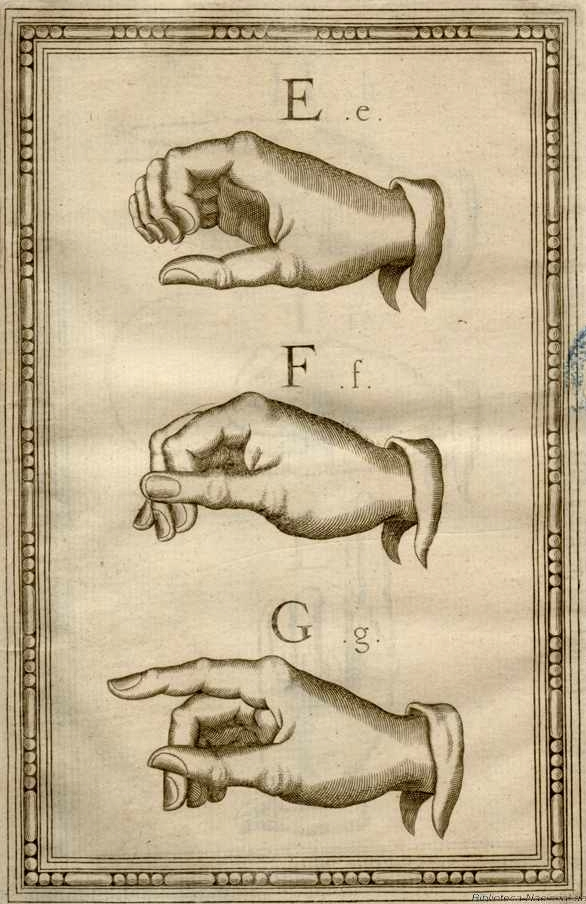
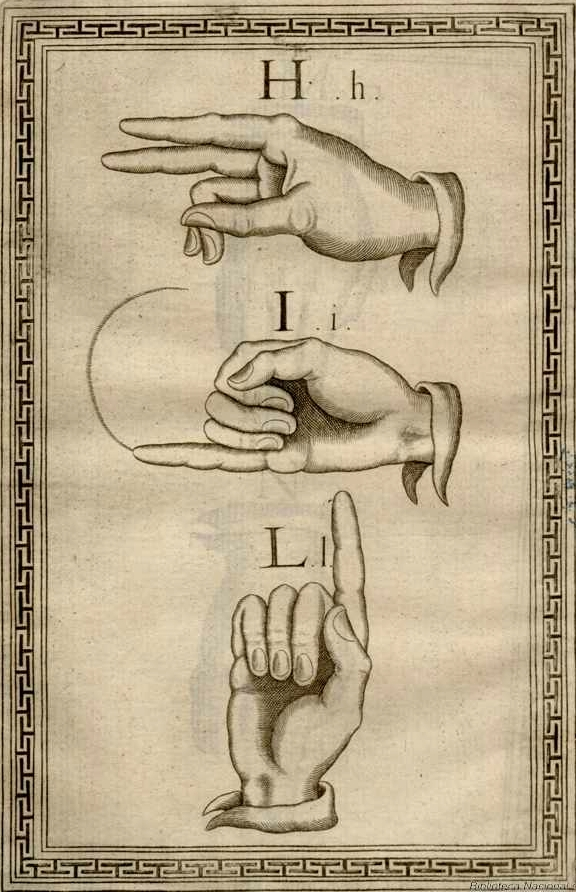
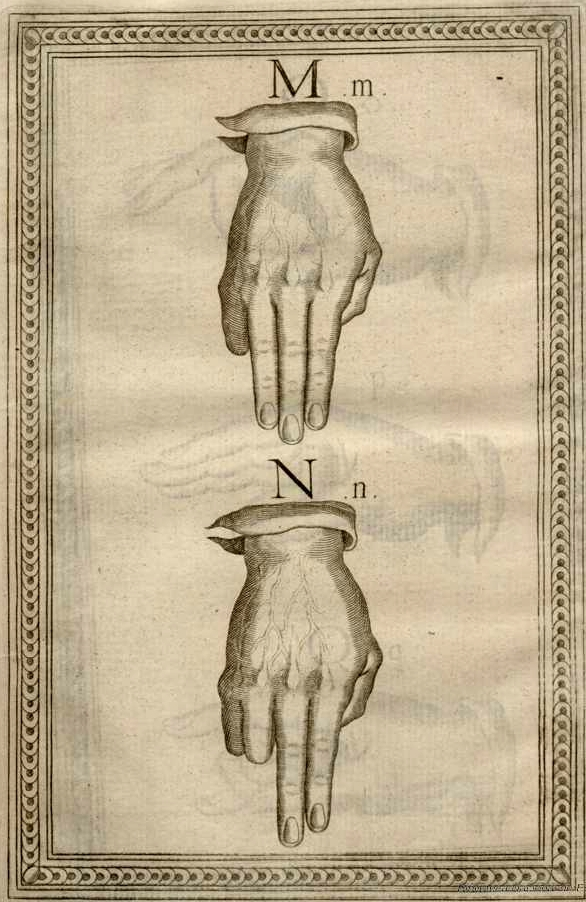
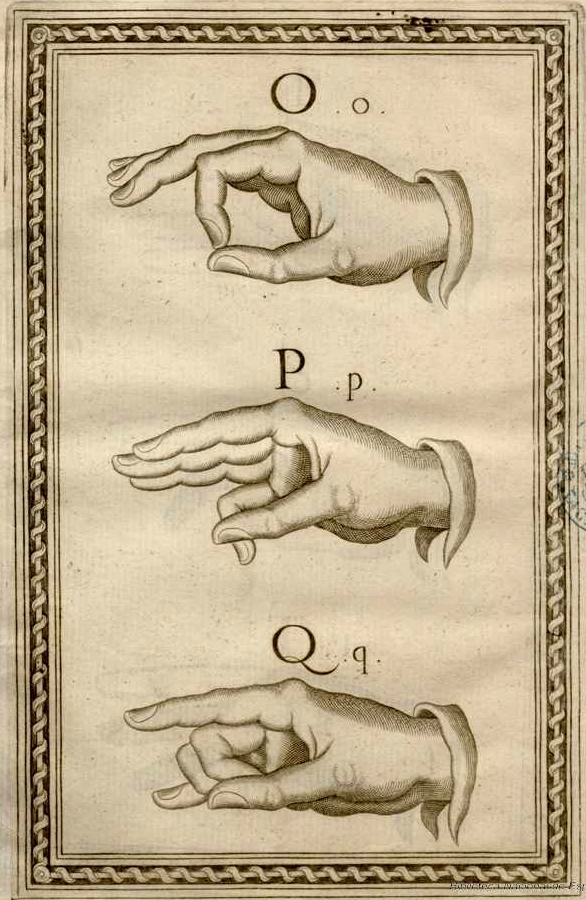
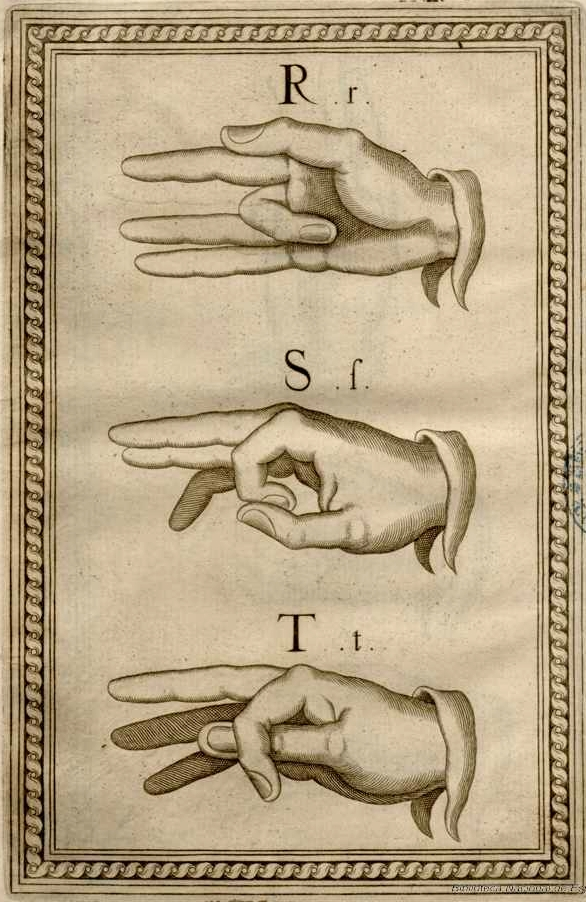
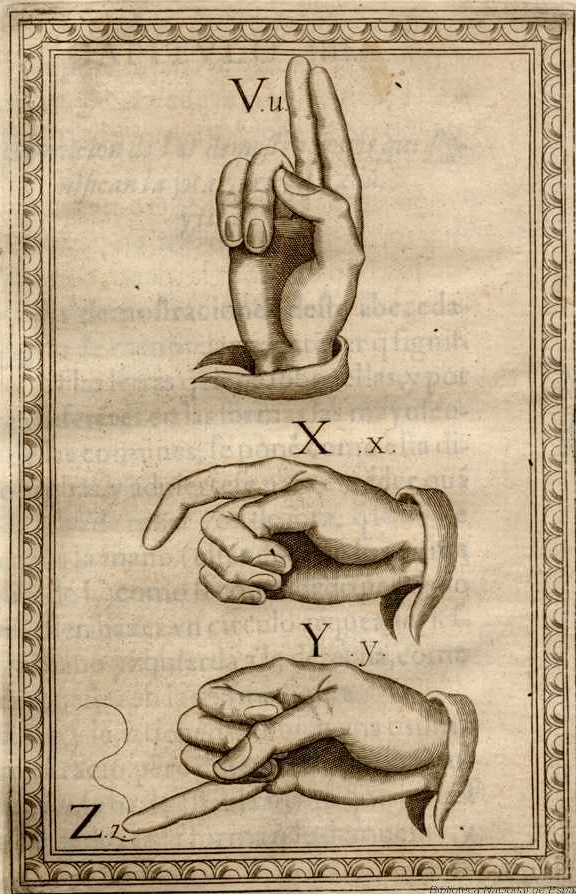